# Robin Walter
Robin Walter (Dortmund, 5 giugno 1994) è un attore tedesco, meglio conosciuto per aver interpretato il ruolo di Peter nel film La banda dei coccodrilli, diretto da Christian Ditter.

## Biografia
Ha lavorato nel cinema partecipando, nel ruolo di Peter, ai film La banda dei coccodrilli, La banda dei coccodrilli indaga e La banda dei coccodrilli - Tutti per uno. In televisione è comparso in un episodio della serie Polizeiruf 110.

## Filmografia
- La banda dei coccodrilli (Vorstadtkrokodile), regia di Christian Ditter (2009)
- Polizeiruf 110 – serie TV, episodio 38x02 (2009)
- La banda dei coccodrilli indaga (Vorstadtkrokodile 2), regia di Christian Ditter (2010)
- La banda dei coccodrilli - Tutti per uno (Vorstadtkrokodile 3), regia di Wolfgang Groos (2011)